# Noksapyeong (métro de Séoul)
Noksapyeong (en coréen : 녹사평역), est une station de la ligne 6 du métro de Séoul. Elle est située dans l'arrondissement de Yongsan-gu, à Séoul en Corée du Sud.
Mise en service en 2000, elle est desservie par les rames de la ligne 6 du métro de Séoul.

## Situation sur le réseau

Plan du métro (2019).

Établie en souterrain, Noksapyeong est une station de passage de la ligne 6 du métro de Séoul. Elle est située entre la station Samgakji, en direction du terminus ouest Eungam, et la station Itaewon, en direction du terminus est Sinnae.
Elle dispose d'un quai central encadré par les deux voies de la ligne.

## Histoire
La station Noksapyeong est mise en service le 15 décembre 2000, lors de l'ouverture à l'exploitation de la principale section de la ligne,,.

## Services aux voyageurs

### Accès et accueil

Installations
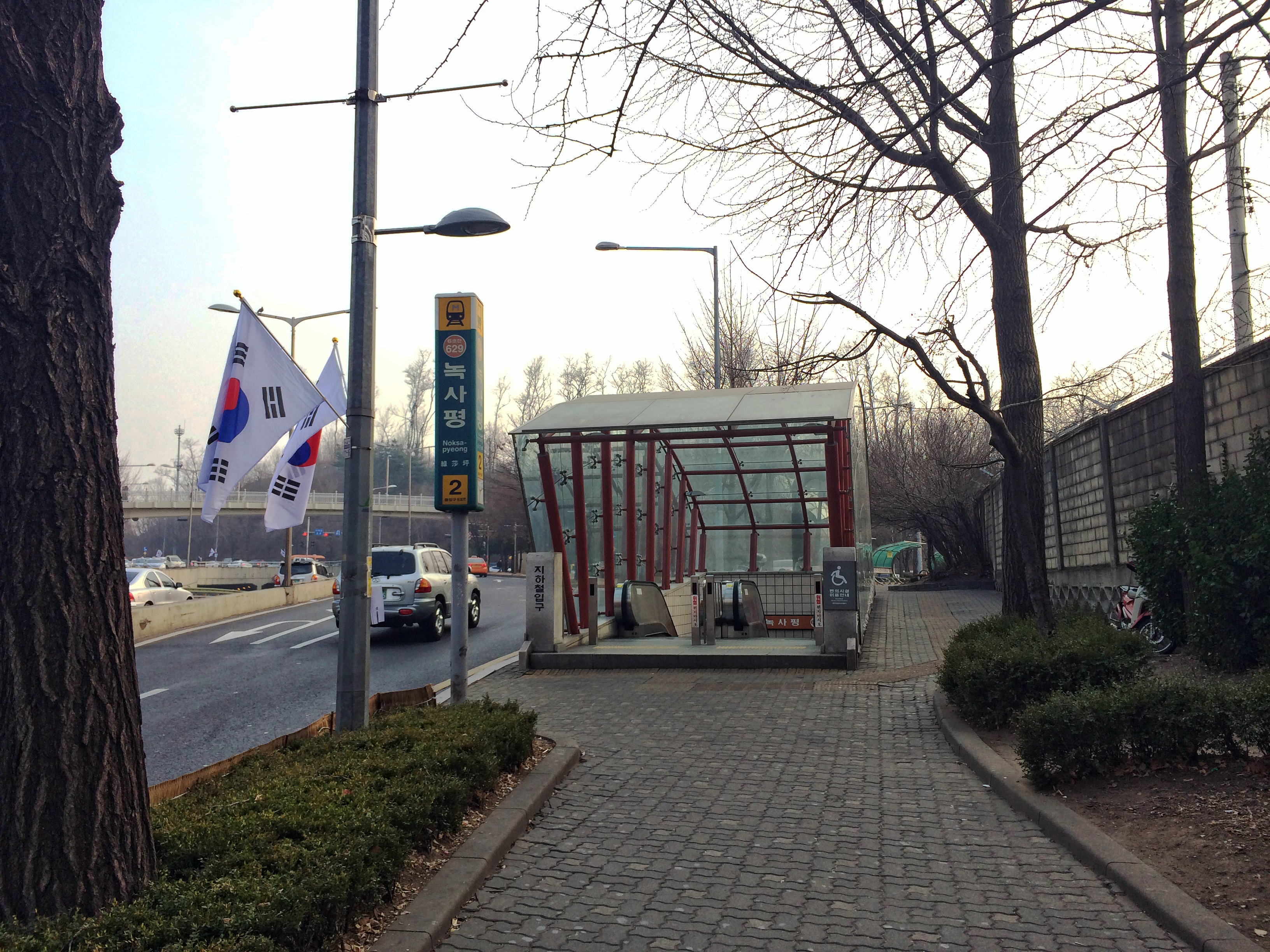
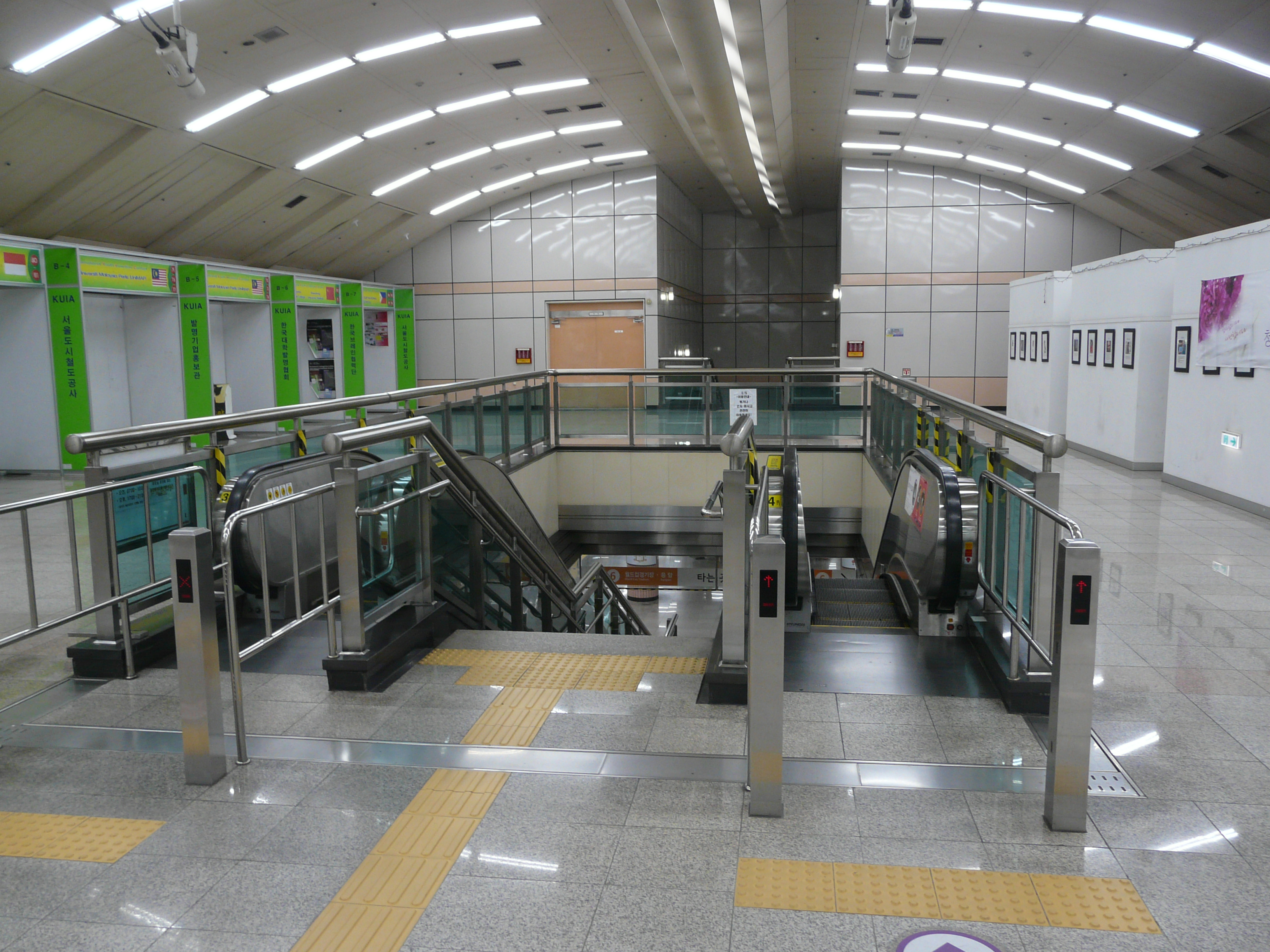
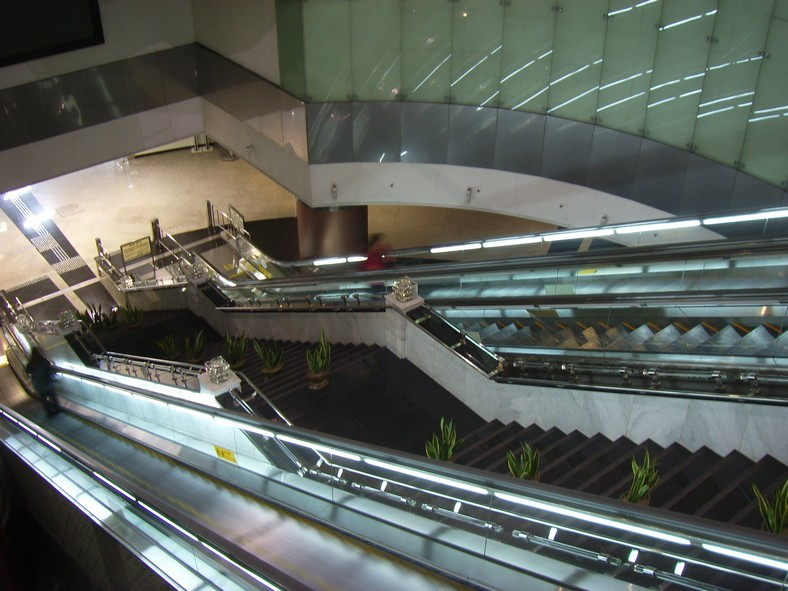

### Desserte
Noksapyeong est desservie par les rames de la ligne 6 du métro de Séoul. Sur le quai elle dispose de portes palières.

Installations et desserte
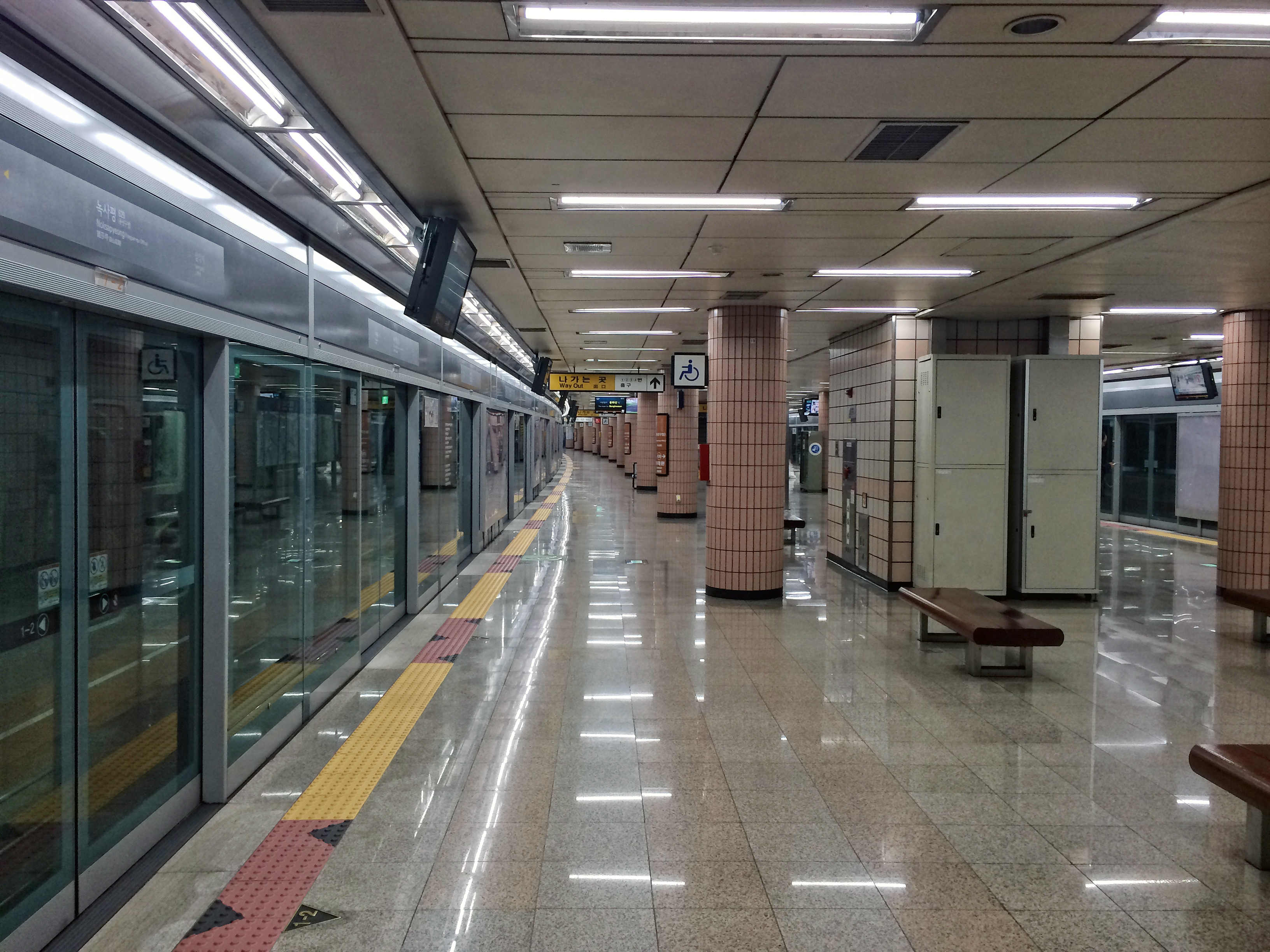
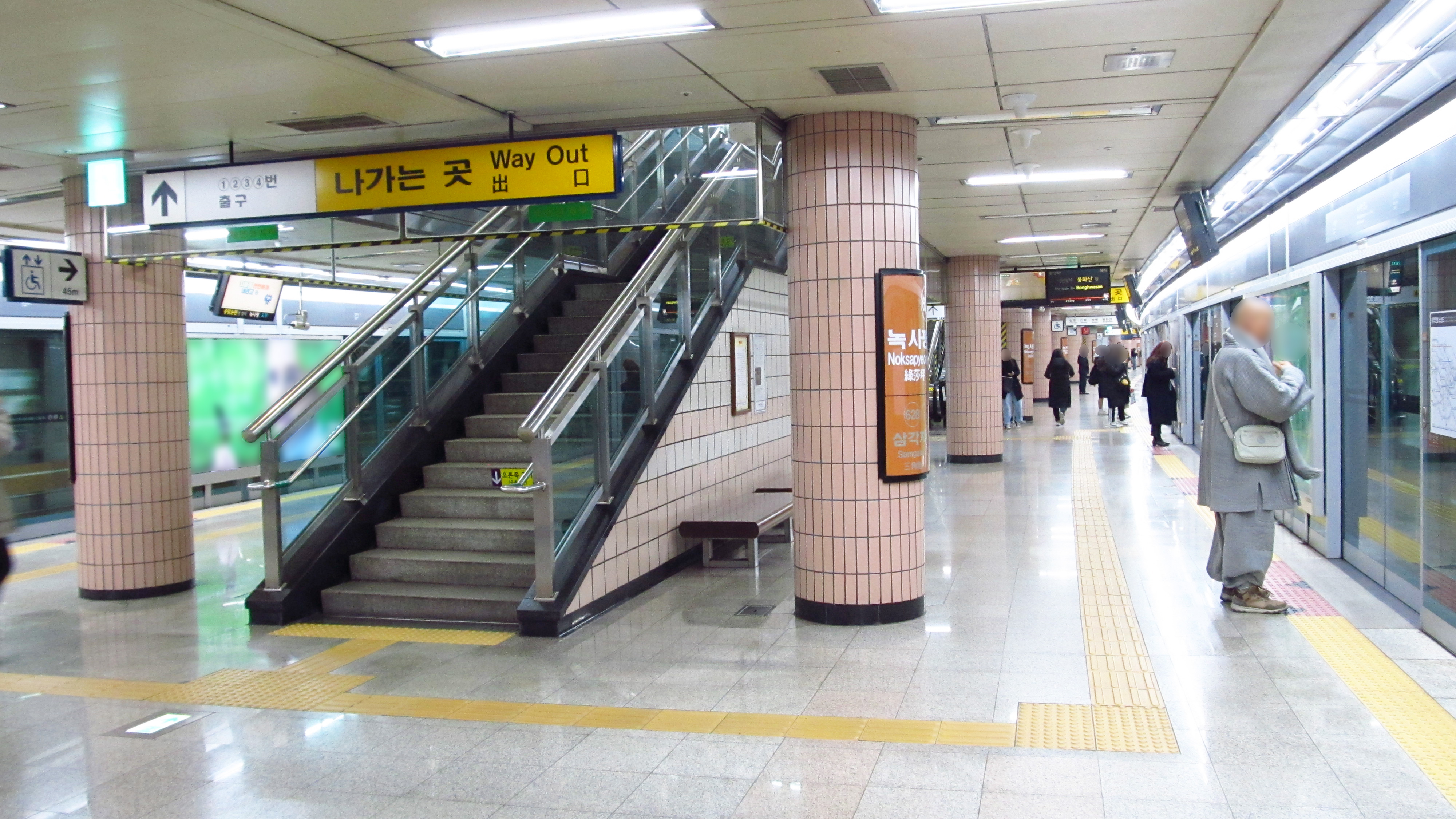
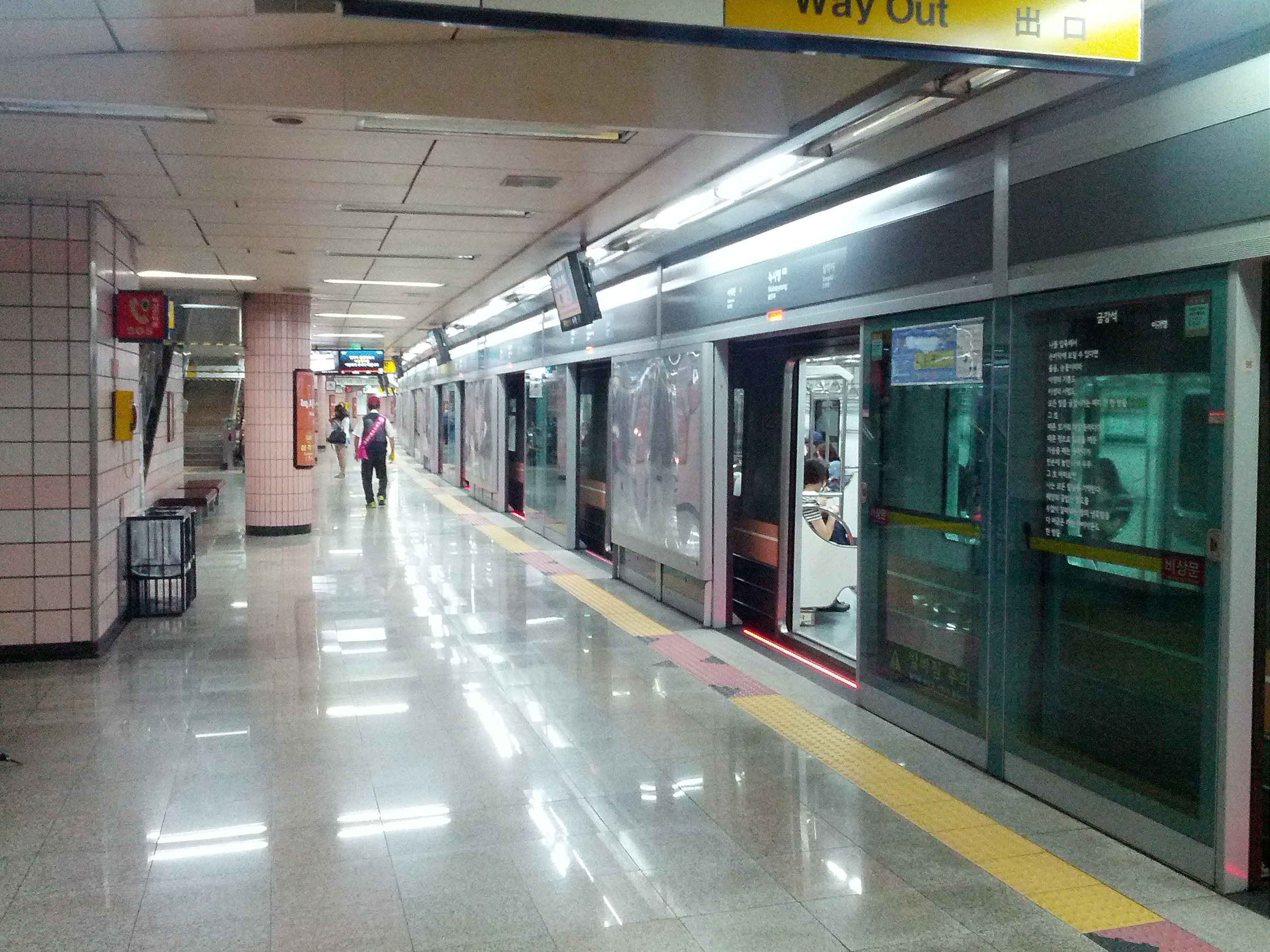

## À proximité
- Lycée national de Séoul